# Phare de Blackett
Le phare de Blackett est un phare inactif situé à Timaru, dans la région de Canterbury (île du Sud), en Nouvelle-Zélande.
Le phare est enregistré par le Heritage New Zealand depuis décembre 2003   en tant que structure de catégorie II.

## Histoire
Le  phare , a été construit entre 1877 et 1878 sur une petite île du port de Timaru, sur les plans de l'ingénieur John Blackett. Il fut nécessaire lors de la construction d'un port artificiel.
Le phare a été mis en service le 1er juillet 1878. Il était équipé d'une lampe à pétrole, remplacée par le gaz en 1890, puis d'une lampe électrique en 1920. Il a fonctionné, guidant les navires entrant dans le port, jusqu'en mars 1970, date à laquelle les nouvelles lumières du port ont été installées au-dessus de Dashing Rocks.
Après dix années d'abandon, le phare de Blackett a été transféré dans un nouveau site du parc Maori en 1980. Après son déplacement, il est devenu le phare arrière d'un système de navigation qui avait été construit au-dessus des falaises en 1907. En novembre 2010 le phare de Blackett a de nouveau été déplacé, cette fois à plusieurs centaines de mètres, et plus près de la mer, pour faire place à un nouveau centre aquatique de Caroline Bay au parc Maori.
Le phare de Blackett est l'un des rares phares en bois restants en Nouvelle-Zélande. Il a une valeur historique avec le développement précoce du port de Timaru et ses liens étroits avec le célèbre ingénieur de la marine, John Blackett.
Identifiant : ARLHS : NZL-052 .

### Lien connexe
- Liste des phares de Nouvelle-Zélande